# 微軟認證架構師
微軟認證架構師（Microsoft Certified Architect）是微軟新推出的最高階認證，代表對MCA所測驗的領域有著高級或專家水準等級的技能與知識，可以在企業中規劃與推行企業資訊架構（IT Architecture），由需求分析，規劃，設計，發展，部署，建置與維運等週期所需要的工作，都可以勝任。
MCA分為兩種，一種是無視任何技術（亦即不一定只測驗微軟本身的技術，其他競爭對手的也會被測驗到）的廣度技術架構師（Broad Technology Architect），另一種則是以特定微軟產品為主的深度架構師（Depth Architect），又被稱為技術架構師（Technology-based Architect）。
微軟於2010年5月開始，不再提供廣度技術架構師認證考試，而是透過贊助國際軟體架構師協會（International Association of Software Architects, IASA）的 CITA-P計畫（Certified IT Architect-Professional）來替代這兩個考試，但深度技術架構師仍然持續提供。

## 廣度技術架構師（目前已不再提供）
廣度技術（Broad Technology）是指具有相當寬廣（亦即其技術能力是跨越廠牌的，例如懂Windows NT, Linux, Solaris, HP UX等作業系統，可實作LDAP服務或AD，設計可混合不同作業平台的網路架構，設計與規劃不同平台的應用架構等）的技術和知識，能夠利用各家的軟體或硬體，以架構出企業所需要的資訊基礎架構。微軟將廣度技術分為資訊基礎架構（Infrastructure Architect）和解決方案架構（Solution Architect），分屬於IT人員與程式開發人員。

### MCA: Infrastructure
Infrastructure Architect驗證考生是否具有相當寬廣的技術知識，得以實作混用不同平台，或是利用各種平台的優缺點，打造出適合企業的資訊網路基礎架構，因此MCA: Infrastructure是適用於網路與系統規劃與高階設計、建構與維護的專家級人士，不但是要對Microsoft Windows平台要相當熟悉，對於非微軟的平台（例如：Linux、HP-UX、Sun Solaris）以及作業環境等等也要相當熟悉，因為企業網路中有時會混合不同的平台，架構師應該要針對此種混用的平台進行規劃與有效的設計和管控等。
Infrasturcture Architect定義為從事下列數個領域的工作：
- 實體網路設計。
- 網路與系統安全性。
- 網路作業系統（例如Windows Server, Linux, HP UX, Solaris, ...）。
- 應用程式平台（例如IBM WebSphere, BEA Weblogic, Apache Tomcat, Microsoft BizTalk Server, ...）建置。
- 桌面作業系統（例如Windows Client, MAC, Linux, ...）建置。
- 訊息化環境（例如Microsoft Exchange Server, Lotus Notes, Sendmail, ...）。
- 網路與系統管理。
- 網路與系統維運。

### MCA: Solution
Solution Architect驗證考生是否有能力利用現有的軟體開發平台與技術（不限於.NET，Java也可以用）打造出適合企業的應用程式解決方案。MCA: Solution是設計給程式開發專家或是從事系統分析與企業應用程式建構專家等高階應用程式發展人員，此類人員應具有相當高深的能力以及非常充足的知識，可利用業界的許多方法論與現有規範，協助企業打造量身定做的企業級應用架構，包含但不限於ERP、CRM、SCM、EIP、TPS、資料倉儲、商業智慧等等。
Solution Architect被定義為執行下列工作：
- 資訊系統整合。
- 工作流程規劃與發展。
- 現有應用程式（包含採購的、內部開發的或是商業級應用程式等）平台的應用。

### 報考資格與認證流程
廣度技術架構師要求考生必須要有10年以上的工作經驗，在報名時必須上傳履歷表供微軟審查後，報名Exam 70-910: MCA Registration即成為MCA廣度技術架構師的候選人。
在成為候選人後，微軟會指派一位現役的MCA任指導委員，協助候選人撰寫一份案例文件，此文件將會提交給審查委員會審查，以及在最後的審查委員會口試（Review Board）中，作為案例審查的文件之用。在文件中必須要反應中測驗的七大目標，以及證明候選人的架構能力與技術等。當文件完成時，報名Exam 70-912: MCA Review Board，並提交文件後，即會由微軟通知審查委員會口試的日期。
通過審查委員會口試後，即可獲得MCA認證資格。

## 深度技術架構師
深度技術（Depth Technology）是指針對某一個微軟產品或服務，做相當深入的研究，並用它來設計出適合的解決方案，微軟將深度技術稱為Ranger，代表深度技術架構師是可以完全駕馭該產品或服務的。
目前深度技術架構師只有微軟正式員工與其認證的合作夥伴的員工才可以報考，也因為考試費用超高（US$ 25,000，較CCIE的US$ 1,250與Oracle Certified Master的US$ 2,000高很多），因此一般考生也不太可能報考。
現行微軟提供的深度技術架構師有：
- MCA: Microsoft SQL Server
- MCA: Microsoft Exchange Server
- MCA: Windows Server: Directory Service
- MCA: Office Communication Server（未來計劃提供）
- MCA: Office SharePoint Server（未來計劃提供）

每項深度技術架構師都會要求對應的Microsoft Certified Master認證，這是報考MCA的前置需求：
- Microsoft Certified Master: Microsoft Exchange Server 2010（for MCA: Exchange Server）
- Microsoft Certified Master: Microsoft SQL Server 2008（for MCA: SQL Server）
- Microsoft Certified Master: Windows Server 2008 R2: Directory（for MCA: Windows Server Directory Service）

在滿足申請的前置需求後，填具MCA的申請書，提交到Microsoft審核，並提交一份專案的文件，再通過審查委員會的口試（Review Board Interview）即可獲得。

## 測驗標準
不論是深度技術架構師還是廣度技術架構師，都會被測驗到七大指標，這七大指標是架構師在實務以及從事業務時會應用到的技能。

### 領導力
領導力（Leadership）是指與廠商或客戶合作，以及領導團隊完成任務的能力。通常包含：
- 詢問精確的問題以得到適合樣式（pattern）或解決方案的結果。
- 積極的從事指導他人的工作。
- 提供充份的領導力來讓他人從不同或更好的觀點來得到有幫助的資訊。
- 影響決策者。
- 建立第一流的組織結構、流程、最佳實例以及標準。
- 提升智慧性知識的獲取與重覆使用程度。
- 有效率的建立個人夥伴關係與具組織範圍的人際網路。

### 溝通力
溝通力（Communication）是指在團隊、廠商、客戶與其他相關人員之間，使用文件或是口語說明、解釋、討論的能力。通常包含：
- 作適合的聆聽者與精明的觀察者。
- 有效率的溝通與公正的切分聽眾（舉例來說，主管或技術人員）。
- 有效率的調解與管理衝突。
- 依據公司的實務將設計與規格文件化。
- 與解決方案架構師溝通基礎架構限制和安全稽核與順從的需求。
- 有效率的舉行有幫助的會議。
- 具有良好的展示與說明技能。

### 組織動態
組織動態（Organizational dynamics）是指專案或是任務能夠具彈性的與組織的變動做調整的能力。通常包含：
- 了解組織結搆、關係與具影響力的人。
- 透過政策變化的組織情境來熟悉策略運用。
- 有效的建立組織夥伴關係與網路。
- 與其他架構師與專案擁有者建立關係。
- 具有內部法律組織的體認，以及確保任務符合法律的指南。

### 策略
策略（Strategy）是指在組織以及所屬的產業中，套用技術與解決方案的知識。通常包含：
- 說明你的組織的商業策略。
- 以重視架構的方式展示特定產業趨勢的知識。
- 以企業的策略需要來平衡使用者、管理、營運、支援、財務與技術，包含企業利益與廠商定價影響。
- 展示對於未來技術趨勢的了解，以及它們將如何影響你的解決方案目前與未來的狀態。
- 說明你如何套用產業標準的知識（例如HIPAA、Basel II、沙賓法案或 HL7）來建立你的解決方案。
- 使用企業應用平台框架（例如在企業架構中的Zachman Framework或是開放群組架構框架）來對應組織的商業策略到你的解決方案。
- 了解營運式應用框架（例如COBIT、ITIL或ITSM）如何影響你的解決方案。
- 了解實現營運典範（例如六標準差、全面性品質管理或是能力成熟度模型）的技術如何影響你的解決方案。

### 流程與戰術
流程與戰術（Process and tactics）是指在實際執行專案中，具有收集企業需求與轉換成技術需求並納入專案中的能力。通常包含：
- 使用方法或是應用框架來提供IT的可預測性以及確保IT專案的持續成功。
- 收集與分析技術與企業兩種需求。
- 願景化與建立符合需求與能夠使用模型化技術與對應其整合點的方式實作的基礎架構。
- 證明設計的可行性（例如，使用概念證明法、試驗或原型）。
- 使用能力規劃技術來確保可擴充設計。
- 建立與設計在發布與維護解決方案時必要的工具組（artifacts）。
- 了解內部政策的影響（例如，服務級別協議）。
- 指示專案至完成以及稽核它符合規格以及架構的整體含義。
- 為強化功能的機會檢閱線上的實作，並且因應需求變更、實作決策的變化與其他相關事項，重新定義模型。
- 對技術專案管理做出貢獻。

### 技術廣度
技術廣度（Technology Breadth）是指在專案中發展不同能力與特性以符合需求或強化解決方案彈性的能力。
在MCA:Infrastructure中包含：
- 套用架構與工程概念來設計符合營運需求的解決方案，像是可延展性，可維護性，安全性，強固性，可延伸性，彈性，可用性與可管理性等。
- 抽象化思考以及展示有效的基礎架構設計與支援在目前的商業環境與應用程式中不同的趨勢，例如服務導向架構、主從式架構、Web-Based或入口網站。
- 有效的改進解決方案來符合基礎架構的能力與限制。
- 展示系統與管理範圍的技能，如：
  - 共用的資料中心服務（包含目錄服務、訊息化、DNS、DHCP、防火牆、交換網路、NAT與路由器等）。
  - N階架構與基礎結構樣式。
  - 管理與監控技術。
  - 提供、部署與修正檔管理技術。
  - 移轉策略。
- 擁有數個技術領域的寬廣架構技術，並且能夠比較與對比在那些領域中不同廠商所提供的技術。
- 學習新概念並快速到達專家等級。

在MCA:Solution中包含：
- 套用架構與工程概念來設計符合營運需求的解決方案，像是可延展性，可維護性，安全性，強固性，可延伸性，彈性，可用性與可管理性等。
- 抽象化思考以及展示以服務為主、物件為主與元件為主模型化的有效率應用程式。
- 有效的改進解決方案來符合基礎架構的能力與限制
- 展示軟體開發範圍的技能，如：
  - 資料存取與交易。
  - 構建與重構。
  - 分階與分層。
  - 範式的應用。
  - 整合策略。
- 擁有數個技術領域的寬廣架構技術，並且能夠比較與對比在那些領域中不同廠商所提供的技術。
- 學習新概念並快速到達專家等級。

### 技術深度
技術深度（Technology Depth）是指對技術有充份了解，至少是400的等級。
在MCA:Infrastructure中，其技術包含但不限於下列：
- 安全性
- 網路建置與服務。
- 營運與系統健康管理。
- 企業級儲存。
- 系統管理。
- 訊息化。
- 虛擬化。

在MCA:Solution中，其技術包含但不限於下列：
- 元件與解決方案模型化。
- 解決方案應用框架，例如.NET Framework與J2EE。
- 整合能力，由多種企業應用程式整合產品，像是Microsoft BizTalk Server、IBM WebSphere或BEA WebLogic等產品的整合知識來證明。
- 使用者經驗，包含智慧型用戶端與適應型使用者介面。
- 資料結構化與管理。

## 報名與費用
廣度技術架構師已不再提供，對它有興趣的考生可以查詢IASA的CITA-P計畫。深度技術架構師則是要在教育訓練課程上課前繳清費用（US$ 25,000）。